# Pantech Pocket
Pantech Pocket — это фаблет южнокорейского производителя Pantech. Устройство поставлялось с Android версии 2.3, также известной как Gingerbread. Телефон был доступен только в чёрном цвете. У Pocket диагональ экрана 4 дюйма, и технически он не относится к фаблетам, но из-за очень нестандартного для мобильных устройств соотношения сторон 3:4 его часто к ним причисляют. Устройство было оснащено одноядерным процессором с тактовой частотой 1 ГГц. У фаблета есть одна камера на задней панели с разрешением 5 мегапикселей.

## История
Отличительной особенностью устройства было нестандартное соотношение сторон экрана, которое преподносилось как удобное для просмотра медиаконтента, что делает его шире большинства современных смартфонов с более вытянутыми дисплеями. Устройство было выпущено эксклюзивно для оператора AT&T в США, но впоследствии стало доступно и на вторичном рынке. Благодаря своему широкому экрану и нестандартному дизайну, Pantech Pocket выделялся среди других смартфонов своего времени.